# Idromolisite
L'idromolisite è un minerale non riconosciuto valido dall'IMA nel 1968 perché la descrizione non è sufficientemente accurata.